# Avenue C (Manhattan)

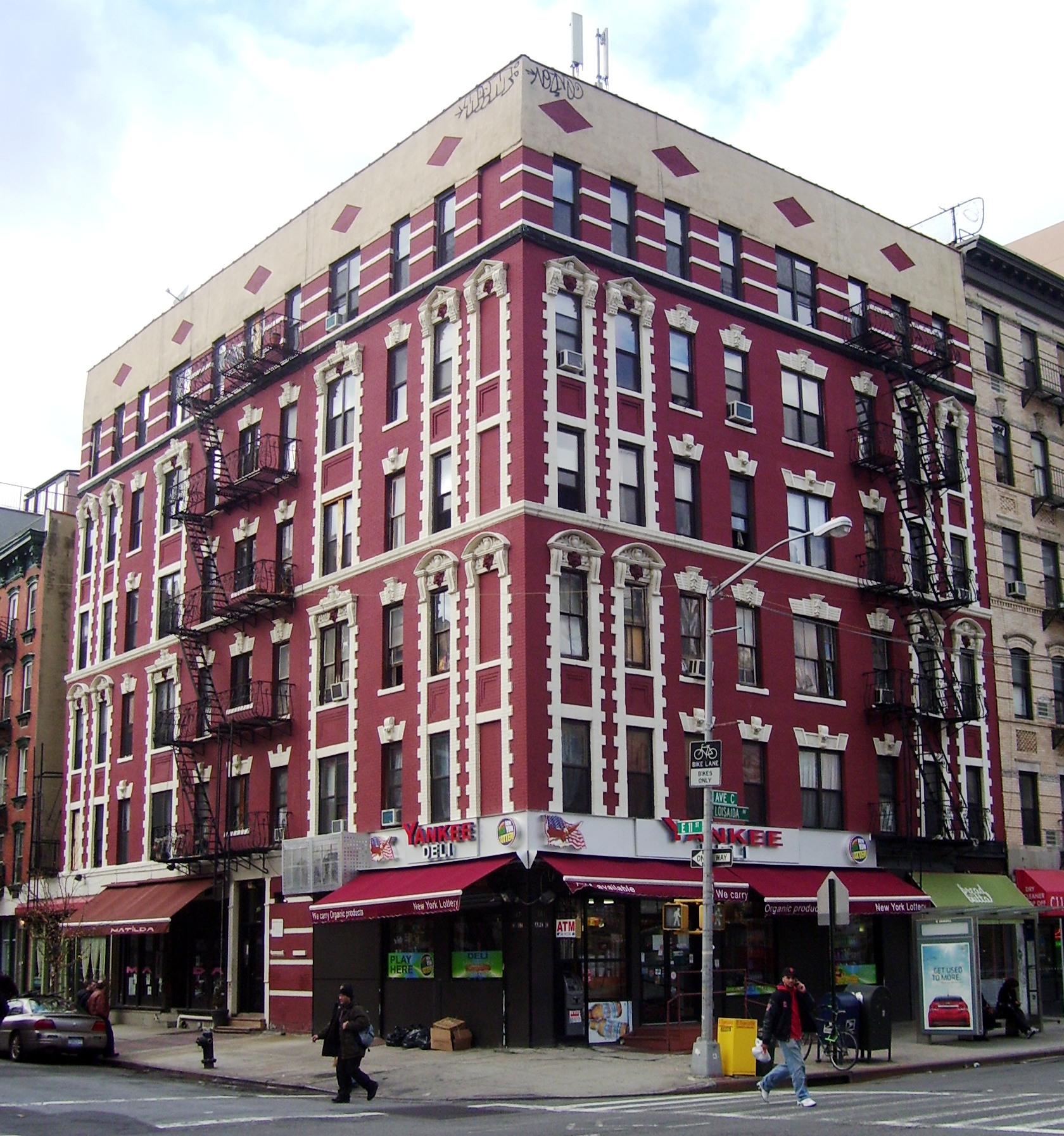
Eckgebäude an der Kreuzung Avenue C und 11th Street.

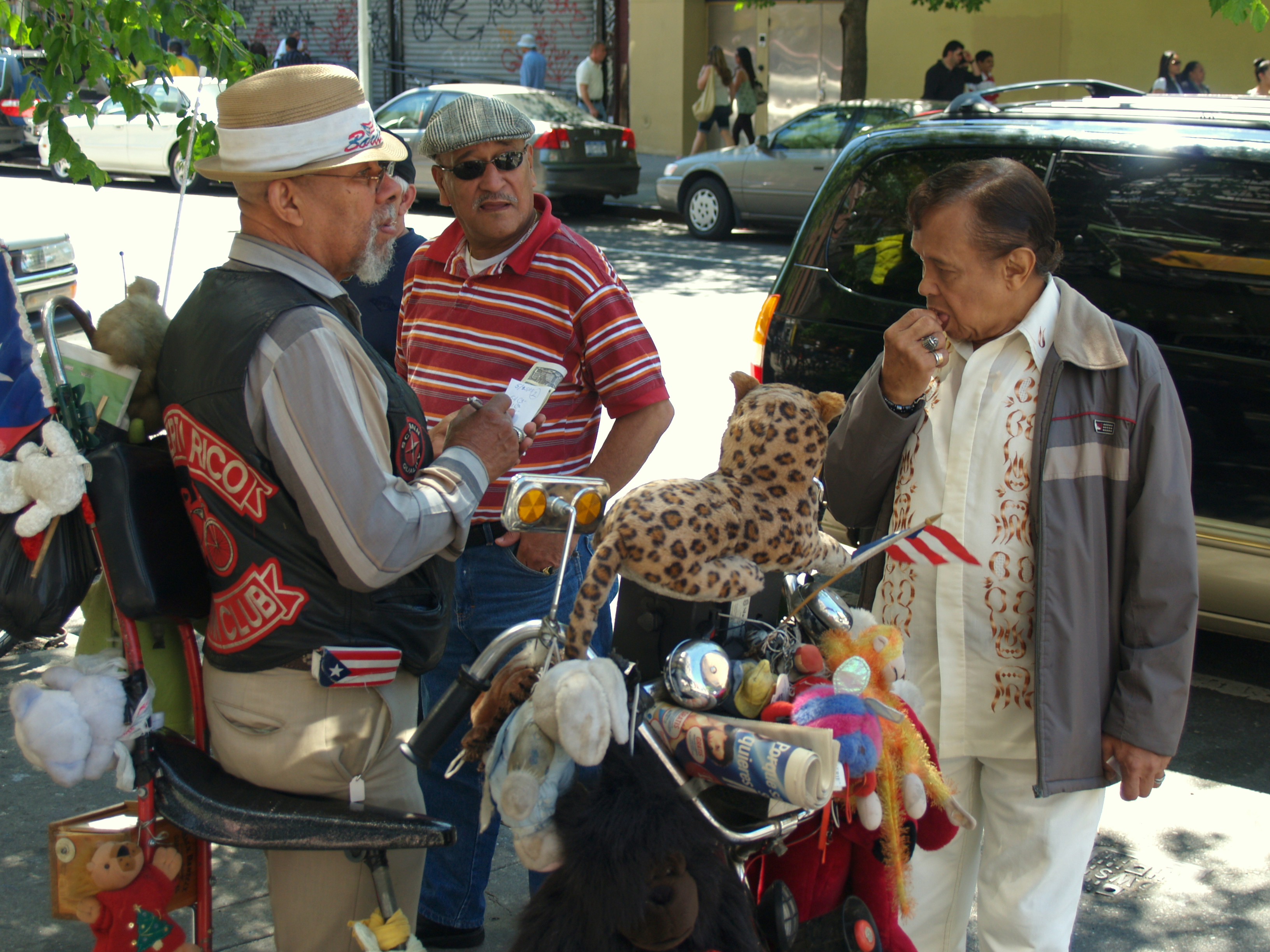
Ältere Einwanderer aus Puerto Rico unterhalten sich auf der Avenue C zwischen der 4th Street und der 5th Street

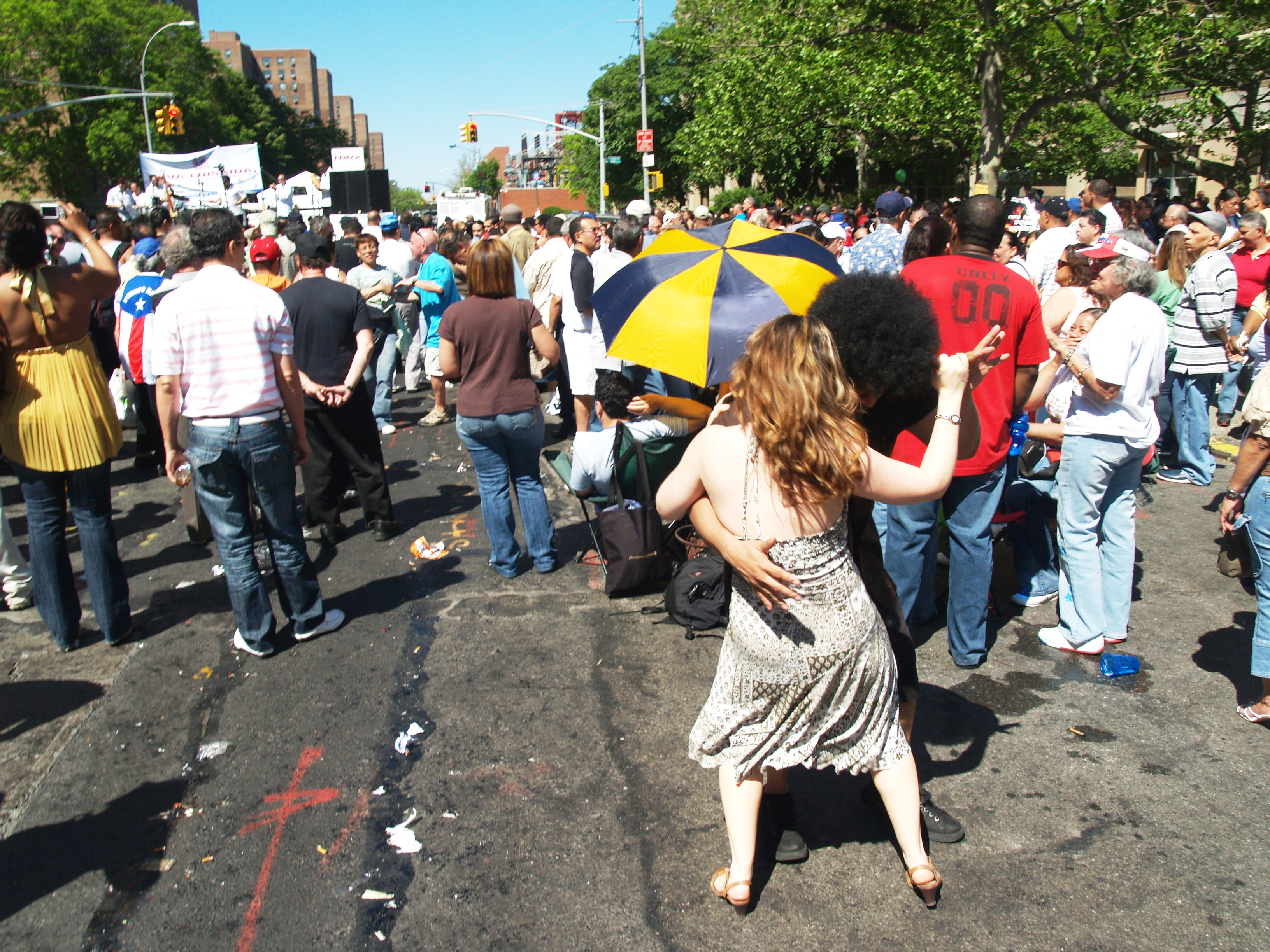
Ein Straßenfest auf der Avenue C im Sommer 2008.

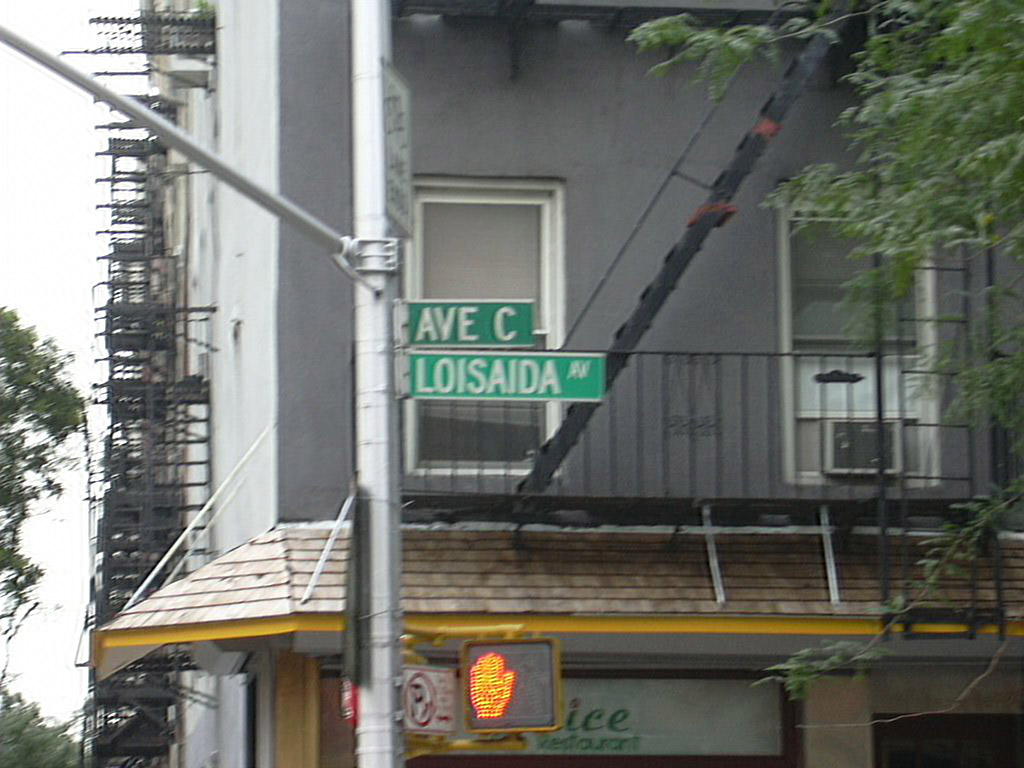
Wie auf diesem Straßenschild ersichtlich, heißt die Avenue C in Anerkennung des puerto-ricanischen Erbes der Nachbarschaft auch Loisaida Avenue.

Die Avenue C ist eine Straße im Viertel Alphabet City von New York Citys Stadtbezirk Manhattan, Vereinigte Staaten. Die Straße wird auch Loisaida Avenue genannt.

## Lage
Die Avenue C befindet sich zwischen der Avenue B und Avenue D. Sie beginnt an der East Houston Street und endet an der 23rd Street. Sie verläuft ab der 18th Street beinahe unter dem FDR Drive. 

## Gentrifizierung
Die Mieten entlang der Avenue C steigen schnell und viele alteingesessene Einwohner und Geschäfte können sich die Mietsteigerungen nicht mehr leisten. Dies ist typisch für viele Gegenden in Manhattan seit 1990.

## Puerto-ricanisches Erbe
Die Avenue C heißt auch Loisaida Avenue in Anerkennung für das puerto-ricanisches Erbe des Viertels. Loisaida ist Spanglish und entspricht dem Klang wenn New Yorker aus Puerto Rico bzw. Latinos „Lower East Side“ aussprechen. Die Geschichte des Viertels wird im Buch Selling The Lower East Side dargestellt. Obwohl die Zuschreibung des Viertels zum East Village fast durchgängig akzeptiert ist, betrachten viele langjährige Einwohner die Gegend weiterhin als Teil der Lower East Side.

## Gemeinschaftsgärten
An der Ecke von Loisaida und 9th Street gibt es zwei ziemlich große Gemeinschaftsgärten, die von der umliegenden Nachbarschaft gepflegt werden. Deren Öffnungszeiten variieren mit den Jahreszeiten und den Möglichkeiten der Freiwilligen. Sie sind für jedermann zugänglich und es wird keine Eintrittsgebühr erhoben. Bei besonderen Anlässen wird hier auch Alkohol ausgeschenkt – anders als in den anderen Parks bzw. öffentlichen Plätzen der Stadt.

## Nahverkehr
Die Avenue C wird von den Buslinien M9 und M14D (MTA New York City Transit bus) bedient. Die nächste Brücke ist die Williamsburg Bridge, die nach Brooklyn führt und in Manhattan in die Delancey Street mündet – gerade ein paar Blocks südlich von East Houston Street. Der nächste Tunnel ist der Queens Midtown Tunnel, der Queens erschließt und in Manhattan in die East 34th Street (Midtown Manhattan) mündet. Der East River Park ist über Fußgängerbrücken an der 10th Street, 6th Street und der Houston Street erreichbar. Eine Fahrradspur gibt es in der Avenue C seit 1999.